# Résidence Georges Simenon

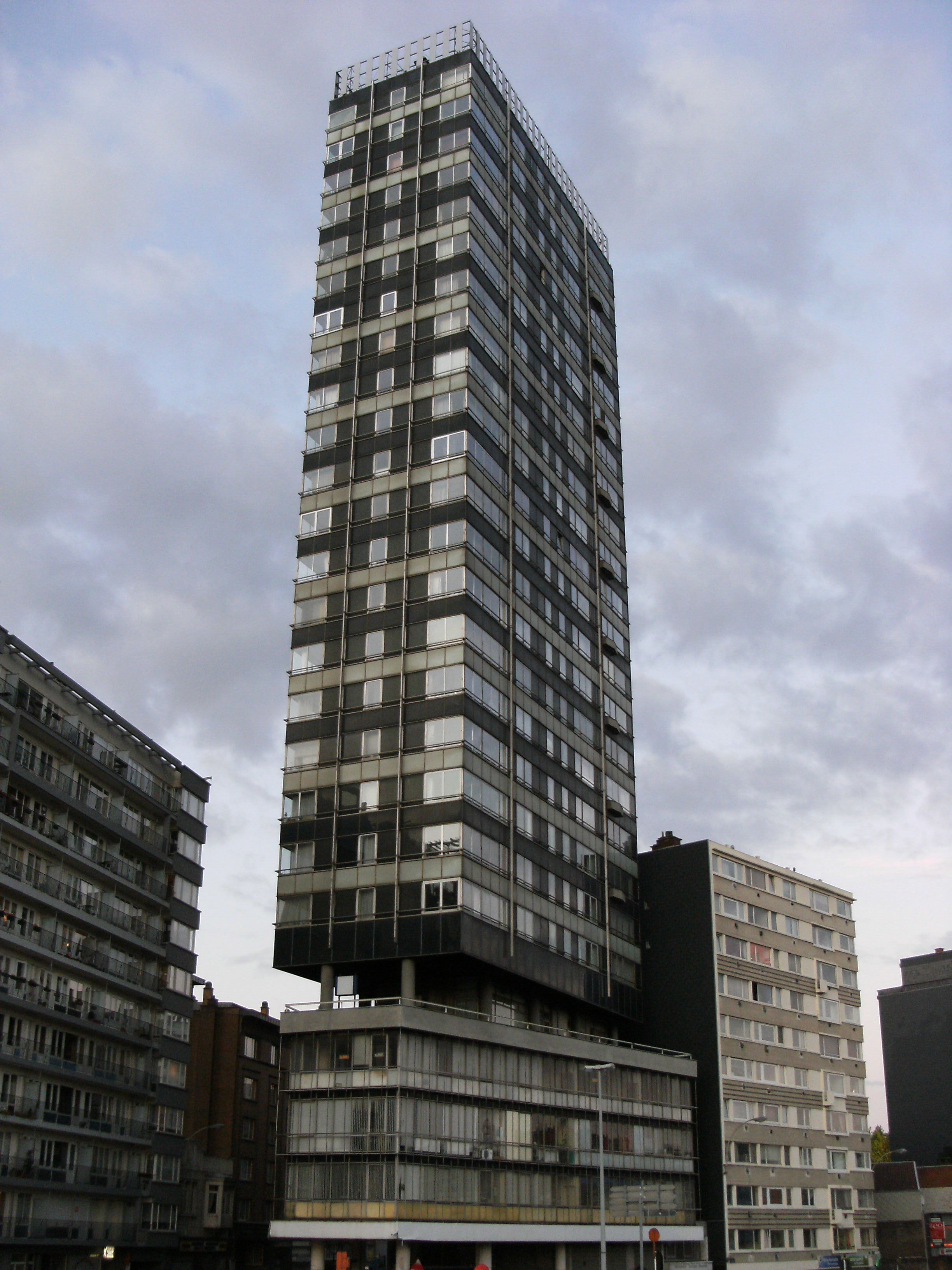
Résidence Georges Simenon im Jahr 2009

Die Résidence Georges Simenon ist ein Wohnhochhaus in Lüttich (Liège), Belgien, das von den Architekten Henri Bonhomme und Jean Poskin 1963 gebaut wurde. Es ist nach dem in Lüttich geborenen und aufgewachsenen Schriftsteller Georges Simenon benannt.
Das Gebäude ist mit 80 Metern Höhe (24 Stockwerke) eines der höchsten der Stadt. Es liegt am Dérivation-Arm der Maas, am Übergang vom Quai de l'Ourthe zum Quai de la Boverie.
Die Besonderheit des Gebäudes liegt in einer Zweiteilung mit drei unteren Stockwerken, die durch ein Stelzen-Stockwerk ohne Wände von den oberen 20 Stockwerken getrennt sind. Unten befindet sich ein mehrgeschossiger öffentlicher und geschäftlicher Bereich (ehemalige Tankstelle, Büros etc.). Der Wohnbereich mit vielen identischen Etagen ist davon getrennt. Beide Bauvolumina sind klar voneinander abgrenzbar, ihre Funktionen sind von außen erkennbar.
Das Gebäude ist in einem für die wirtschaftliche Blütezeit der Stadt in den 1950er und 1960er Jahren typischen modern-sachlichen Stil errichtet worden und bildet an seinem Standort ein städtebaulich sehr prägendes, von vielen aber als abstoßend empfundenes Element und ist ein Musterbeispiel für die spezielle, sehr unbekümmerte Art von Lütticher Architektur und Städtebau.
Die Etagen weisen eine für die Wohnnutzung nur minimale Höhe auf, auch das einzige (Flucht-)Treppenhaus und die Aufzugsanlage sowie die Flure und das spartanische Foyer fallen durch extreme Enge und niedrige Deckenhöhe auf, was für neuere Hochhäuser eher ungewöhnlich ist.
Ein Ausblick aus dem Gebäude, einem der höchsten der Stadt, ist so etwa nur aus den Wohnungen und an keiner anderen Stelle möglich, Flure und Erschließungsbereiche sind fensterlos.
Eine Besichtigung des Gebäudes ist, obwohl es ein fachlich durchaus bedeutendes Beispiel früherer städtebaulicher Leitideen ist, nur schwer möglich, da kein öffentlicher Verkehr vorgesehen ist.